# Зеки-паша
Зеки-паша (Алеп, 1862 — Истанбул, 1943) је био османлијски војсковођа, командант Западне армије за време Првог балканског рата (1912—1913) и Мушир (фелдмаршал) за време Првог светског рата (1914—1918).

## Каријера
Завршио је Османску војну академију 1883. године и Штабни колеџ 1887. године. Пошто је његова сестра била једна од омиљених жена султана Абдул Хамида II, Зеки паша је имао директну везу са двором и султан му је много веровао. Као командант IV корпуса, био је одговоран за племенску Хамидијанску коњицу. 1894. године одликован је за учешће током Сасунског масакра. Током масакра, како се извештава, изјавио је: „јер нисмо нашли никакву побуну, очистили смо земљу да се у будућности ништа не догоди.“
У периоду 1912–1913. био је командант Вардарске армије током Првог балканског рата. Према налозима Назим паше, начелника Штаба османске војске, Зеки паша је започео битку код Кумановa против Србије.
Неуспех у постављању кључне артиљерије ометао је снаге под његовом командом и довео до њиховог пораза код Кумановa. Током хаотичног повлачења османске војске са Кумановa, незадовољан војник покушао је да га убије, што је допринело паничном растеру свих. Вардарска армија—састављена од VII корпуса под командом Фети паше, VI корпуса под командом Џавид паше и V корпуса под командом Кара Саид паше—повукла се ка Манастиру (данашњој Битоли).
Зеки паша је пре битке код Манастира заузео снажну одбрамбену позицију на обронцима Облакова, северозападно од Манастира. Међутим, током битке српска артиљерија и пешадија успеле су да поразе Османлије. Међу страдалима био је и Фети паша.

21. новембра 1914. постављен је за османског везног официра код Кајзера Вилхелма II и послат у Немачко царство. Немачки генерал Ерих Лудендорф описао га је као „учтивог Османлију и поузданог пријатеља Немачке, изузетно дискретног и доброг заступника своје војске.” Предводио је османску делегацију која је 15. децембра 1917. потписала примирје са Русијом. Након примирја, вратио се у Цариград и обављао дужност начелника Генералштаба османске војске од 23. октобра 1920. до 1. новембра 1922. године. Године 1923. повукао се из војске и настанио се у Истанбулу.
- Зеки-паша (доле лево) предводио је османску делегацију која је потписала примирје са Русијом.